# Дарфур
Дарфур (на арабски: دار فور) е регион в западната част на Република Судан, разположен между езерото Чад и долината на река Бели Нил. Граничи с Либия, Чад, Централноафриканската република и Южен Судан. В административно отношение Дарфур е разделен на три провинции: Западен Дарфур, Северен Дарфур и Южен Дарфур. В настоящето населението на региона е подложено на геноцид и хуманитарна криза.

## География
Дарфур покрива територия от 493 180 km2, т.е. малко повече от площта на Черно море и Азовско море взети заедно. Голяма част от региона е изсушено плато, а по средата се намират планините Марах с върхове достигащи до 3000 метра. Главни градове са Ал Фашир и Ниала.

## Икономика
В миналото в областта се е водила търговия на роби. В днешни дни районът е икономически слабо развит. Стопанството е натурално, отглеждат се плодове, зърнени култури (просо), тютюн. Тук се добива рядката смола „Gummi arabicum“, която намира широко приложение в хранително-вкусовата промишленост (като стабилизатор и емулгатор), във фармацията, в производството на бои и др.

## Конфликт в Дарфур
През 2003 година Дарфур става арена на сблъсъци между доминираното от арабоезични правителство в Хартум и бунтовническите групи на местното чернокожо население. Конфликтът е породен от натиска на номадите от все по-засушаващия се север върху уседналото земеделско чернокожо население от Юга. Правителството в Хартум подкрепя паравоенната милиция джанджавид, която е обвинявана за извършването на множество прояви на насилие над местното население в Дарфур. Голяма част от него е принудено да напусне своите домове и да потърси убежище в съседен Чад и в Централноафриканската република, където обаче също има гражданска война.